# George Kurdahi
George Kurdahi (arab. ‏جورج قرداحي‎, ur. 1 maja 1950 w Faitroun) – libański prezenter radiowy i telewizyjny, najbardziej znany jako prowadzący arabskiej wersji teleturnieju Who Wants to Be a Millionaire? - من سيربح المليون (Man sa yarbah al–malyoon).